# اونكوتان

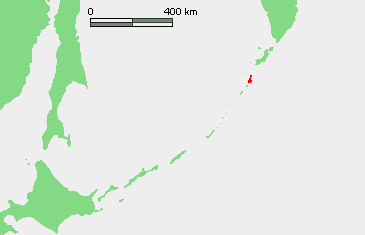
موقع جزيرة انكوتان

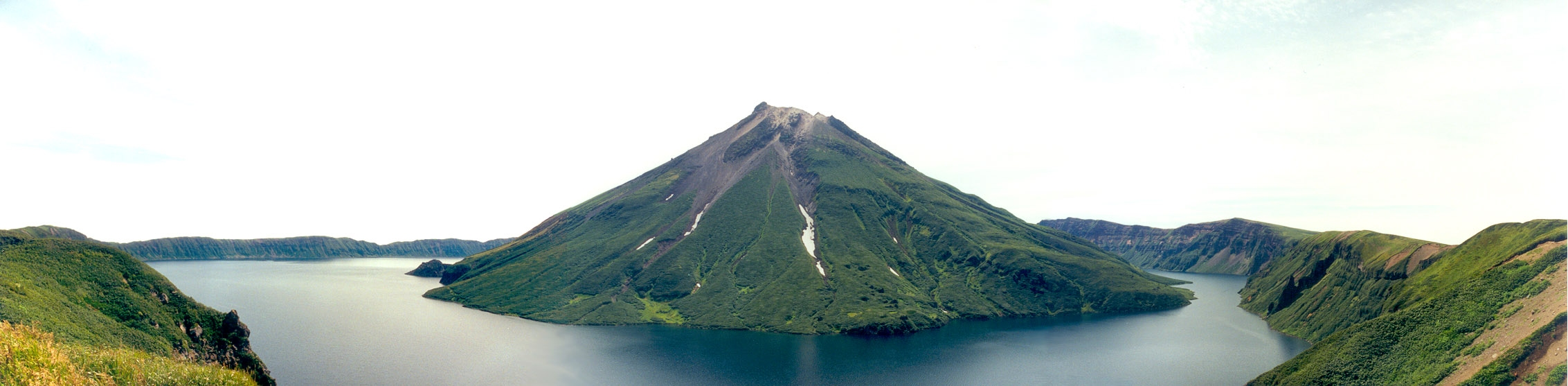
صورة لقمة كرينتزاين

جزيرة اونكوتان (بالإنكليزية: Onekotan بالروسية: Онекотан باليابانية: 温禰古丹島) هي جزيرة بركانية غير مأهولة تقع عن الطرف الشمالي لسلسلة جزر الكوريل الروسية في بحر اوخوتسك في الشمال الغربي من المحيط الهادئ.
الاسم مشتق من لغة الأينو ويعني القرية الكبيرة.